# Калининский сельсовет (Новосибирская область)
Калининский сельсовет — сельское поселение в Колыванском районе Новосибирской области Российской Федерации.
Административный центр — село Боярка.

## История
Статус и границы сельского поселения установлены Законом Новосибирской области от 2 июня 2004 года № 200-ОЗ «О статусе и границах муниципальных образований Новосибирской области»

## Население
| 2002 | 2010 | 2012 | 2013 | 2014 | 2015 | 2016 |
| ---- | ---- | ---- | ---- | ---- | ---- | ---- |
| 1119 | ↘818 | ↘814 | ↘794 | ↘774 | ↘755 | ↘744 |
| 2017 | 2018 | 2019 | 2020 | 2021 |      |      |
| ↘735 | ↘726 | ↘709 | ↘691 | ↘684 |      |      |

## Состав сельского поселения
| № | Населённый пункт | Тип населённого пункта       | Население |
| - | ---------------- | ---------------------------- | --------- |
| 1 | Боярка           | село, административный центр | ↘596      |
| 2 | Орловский        | посёлок                      | ↘12       |
| 3 | Паутово          | посёлок                      | ↘1        |
| 4 | Паутовский       | посёлок                      | ↘61       |
| 5 | Тропино          | село                         | ↘148      |